# تمارة براون
تمارة براون (بالإنجليزية: Tamara Braun)‏ هي ممثلة أمريكية، ولدت في 18 أبريل 1971 في الولايات المتحدة. بدأت مشوارها المهني سنة 1997.

## وصلات خارجية
- تمارة براون على موقع IMDb (الإنجليزية)
- تمارة براون على موقع ألو سيني (الفرنسية)
- تمارة براون على موقع أول موفي (الإنجليزية)
- تمارة براون على موقع قاعدة بيانات الفيلم (الإنجليزية)
- تمارة براون على موقع كينوبويسك (الروسية)